# Güstrower Landwehr
Die Güstrower Landwehr war der äußere, spätmittelalterliche Grenzsicherungsring um die mecklenburgische Stadt Güstrow vom Ende des 13. Jahrhunderts. Heute existieren nur noch kleinere Reste am Südrand des Heidberges. Der erhaltene Abschnitt beginnt bei der Grenzburg an der Grenze zu Mühl Rosin und führt auf die Anhöhe oberhalb der Kiesgrube beim Schabernack und verläuft weiter rund 900 Meter bis zur Nebel. Der Graben ist durch sechs Grenzsteine mit einem seitlich eingeschlagenen Kreuz markiert.

## Geschichte
Erstmals erwähnt wurde die Landwehr, als Nikolaus II., Herr zu Werle der Stadt Güstrow ein Drittel der Gerichtskosten überließ. In den Schreiben wurde als sühnepflichtiges Vergehen festgelegt, wenn jemand... den Schutzwall für das Vieh abreißen oder wegtragen sollt.
Die Landwehr diente dem Schutz der Stadt und war der äußere Ring der mittelalterlichen Stadtverteidigungs- und Grenzsicherungsanlagen mit der Stadtmauer Güstrow. Vor allem aber sollte durch die bewachsenen Erdwälle das Forttreiben der in der Feldmark der Stadt weidenden Viehherden durch Diebe erschwert und verhindert werden. Noch bevor eine Herde den Wall mit seinen Gräben überwinden konnte, würden die Stadtwache oder die Güstrower Bewohner den Ort des Geschehens erreichen und ihre Viehbestände schützen können. An den Ausfallstraßen wurden Befestigungswerke, die sogenannten Burgen, angebracht. Dies waren auf eine Anhöhe gebaute einfache Fachwerk- und Steintürme mit einer meist einfachen Straßensperre daneben.
Für die Güstrower Landwehr werden die „Glaswitzer Burg“, die „Primer Burg“, die „Gleviner Burg“, die „Grenzburg“, die „Stüvete Burg“ und die „Bülower Burg“ genannt. Die Türme dienten als Kontrollstellen, von denen aus man durch Rauch oder Lichtsignale mit der Stadt kommunizieren konnte. Alle Wehranlagen weisen Richtung Süden, während es im Norden keine Wach- und Wehranlage gibt. 
Alle „Burgen“ wurden mit der Zeit aufgegeben und zu städtischen Pachthöfen umgewandelt oder dem Verfall preisgegeben. Die „Gleviner Burg“ und die „Grenzburg“ wurden Wohnsitze von Holzwärtern. Die „Bülower Burg“ entwickelte sich in der Folge zu einer kleinen Siedlung.

### Stüvete Burg
Die „Stüvete Burg“ bei Gutow und wurde im Jahr 1394 erstmals urkundlich erwähnt. Sie lag südlich von Güstrow auf dem Stütenbarg zwischen Sumpfsee und Inselsee und sicherte die Straße nach Goldberg und Parchim ab. Die Landwehr befand sich hier nicht auf Stadtgebiet, sondern auf dem Besitz des Domkapitels Güstrow.